# Saccharomyces boulardii
Saccharomyces boulardii (лат.) — вид грибков (дрожжей) из семейства Сахаромицетовые (Saccharomycetaceae) одноимённого порядка (Saccharomycetales).

## Биология
Saccharomyces boulardii описан как вид, отличный от Saccharomyces cerevisiae, поскольку его представители не переваривают галактозу и не образуют спор. Геномная последовательность, однако, определяет его как подкладу S. cerevisiae, наиболее близкую к встречающимся в вине представителям последнего. Как и S. cerevisiae, имеет 16 хромосом и кольцевую плазмиду размером 2 мкм. Он диплоиден с генами для обоих типов спаривания, MATa и MATα. Примечательно, что локус MATa последовательно содержит некоторые вероятные отключающие мутации по отношению к спорообразующим S. cerevisiae.
Как S. boulardii, так и S. cerevisiae продуцируют белки, которые ингибируют патогенные бактерии и их токсины, в частности pho8 и ysp3. Ещё не идентифицированный белок 120 кДА также ингибирует изменения уровня цАМФ, вызванные холерным токсином. S. boulardii кодирует дополнительные копии адгезионных белков, которые помогают прилипать к патогенным бактериям и останавливают их связывание со слизистой кишечника.

## Медицинское применение
Существуют доказательства его использования  в профилактическом лечении антибиотико-ассоциированной диареи (ААД) у взрослых. Дальнейшие данные указывают на его использование для профилактики ААД у детей. Потенциальная эффективность профилактики пробиотиков ААД зависит от используемого пробиотического штамма (штаммов) и от дозы. Кокрейновский обзор 2015 года рекомендовал Lactobacillus rhamnosus или S. boulardii от 5 до 40 млрд колониеобразующих единиц в сутки для профилактики ААД у детей, учитывая скромное количество необходимых для лечения и вероятность того, что побочные явления встречаются очень редко. Недавний метаанализ 21 рандомизированного контролируемого исследования (4780 участников) подтвердил, что S. boulardii эффективен в снижении риска развития ААД у детей и взрослых.
Во многих странах продаются БАД, содержащие S. boulardii (Энтерол, Бионорм, DiarSafe, OptiBac, Ultra Levure), позиционирующиеся как средства от диареи.